# 東家一太郎
東家 一太郎（あずまや いちたろう、1978年10月8日 - ）は、日本の浪曲師。東京都新宿区百人町出身。本名は上林 薫。相三味線（曲師）は妻の東家美。一般社団法人日本浪曲協会理事。

## 来歴
早稲田大学第一文学部日本文学専修を卒業。2007年7月に、2代目東家浦太郎に入門。浦太郎初めての男弟子として「一太郎」と命名される。
2008年3月に島村会館の「東家浦太郎の会」で初舞台を踏んだ。
2013年2月には、文化庁主催 「第2回集まれ！次世代の表現者たち 選抜公演」に選抜出演する。
2013年6月、浅草木馬亭にて年季明け名披露目をおこない、翌日に美と結婚。
2018年、第73回文化庁芸術祭大衆芸能部門新人賞を受賞。
澤勇人、玉川太福、東家孝太郎らと「浪曲チームHAIDAKO（ハイダコ）」を結成したほか、2014年から毎年公演する「いち・かい」、浅草木馬亭での浪曲定席、日本浪曲協会広間での雷門会、東武練馬三凱亭での努力会などを主催している。

## 演目
師匠譲りの「野狐三次」「赤穂義士伝」「太閤記」などのほか、「シートン動物記～オオカミ王ロボ」「一太郎の浅草案内」など自作の新作物も複数ある。

### 【古典演目】
忠臣蔵 赤穂義士伝　
『弥作の鎌腹』『大高源吾 腹切魚の別れ』『安兵衛道場破り』『安兵衛高田馬場駆け付け』『孟子の末裔　武林唯七』　　　　　
野狐三次 連続読み
『観音堂の捨て子』『木ッ端売り』『天王祭り』『彫物（入墨）の由来』『大井川の義侠』『音羽屋格子』『普請場の恋』『間違いの婚礼』
『宇津ノ谷峠』『箱根山』『大師詣で』『三次と小花』『養父の仇討ち』『三次と伊賀守 親子対面』
夕立勘五郎 連続読み
『世直し初暦』『花屋金兵衛の衷心～松金屋 勘五郎眉間割り』『さんばら辰（上）』『さんばら辰（下）』『花屋金兵衛の腕斬り～信濃屋善八』『越後上り』『輪島千代蔵』『三国峠』
相撲 力士伝
『雷電 小田原情相撲』『横綱谷風 長屋の土俵入り』
江戸が舞台の話
『狸の恩返し』『神田松』『長屋の置き土産』『紺屋高尾』
歴史物
『五稜郭始末記』『阿漕ヶ浦』『恩讐藤戸渡り』『光圀青春暴走曲』
侠客伝
『銚子の五郎蔵』『国定忠治と清水頑鉄』『少年ねずみ小僧』　　
日蓮聖人御一代記
『龍ノ口法難』『誕生』『雨乞い』『鰍沢』
名僧伝
『一休の婿入り』『石童丸』
民話浪曲
『たにしの田三郎』
怪談物
『怪談浪曲小夜衣草紙』『怪談牡丹燈籠』　
近代物
『浪曲番外地 雪の網走』『人生劇場』『暁の歌』
太閤記 連続読み
『生い立ち』『日吉と小六』『初陣』『矢作橋』『織田家召し抱え』『藤吉郎嫁取り』『佐屋川合戦』『三日普請』『清洲城の大激論』『桶狭間』

### 【新作演目】
案内浪曲
『一太郎の浅草案内』『横浜案内』『旭川案内』『船橋案内』『ふげん社案内』
シートン動物記
『オオカミ王ロボ』、『下町のネコキティ』　
北鎌倉「緑の洞門」の物語
『浪花節だよ洞門は』　
七不思議浪曲
『江戸の都市伝説　本所七不思議』 『幻の深川怪談七不思議』
源平の最強カップル 旭川将軍木曽義仲・巴御前
『倶利伽羅合戦 火牛の計』
横浜蒔田の吉良氏
『まぼろしの城と鶴松姫』
横浜の恩人 原三溪伝
『ヨコハマ今昔濱自慢』
長野県大岡の民話
『がくどう様とお種池』
岩手県紫波町の昔話
『かじやの権三』
二宮金次郎伝
『少年時代』『仕分け人篇』　　
早稲田大学浪曲
『バンカラ君が行く』
一代記浪曲
『二代東家浦太郎ものがたり』『ヒマラヤ小学校 吉岡大祐ものがたり』

## 賞歴
- 第73回文化庁芸術祭新人賞 - 2018年

## 出演

### テレビ
- ファミリーヒストリー 泉ピン子 ～父が語ったルーツ（NHK総合、2017年11月8日）※再現ドラマで、泉ピン子の父（広沢竜造）を演じた。

### テレビアニメ
- ONE PIECE（フジテレビ、2023年10月15日） - 先生、浪曲師 役

### MV
- 東京力車「ニビイロトーキョー ～チャンチキおけさ～」（2021年）

## 弟子
- 東家一陽